# Альба, Джонатан
Джонатан (Хонатан) Альба Кабельо (исп. Jonatan Alba Cabello; род. 16 ноября 1981, Мадрид) — испанский футбольный тренер.

## Биография
Джонатан (Хонатан) Альба родился в Мадриде. Как и отец, и брат, стал болельщиком «Атлетико». Играл в футбол на любительском уровне, занимался страхованием машин. После того как у жены за два месяца до родов случился выкидыш, решил сменить профессию. Работал главным тренером в любительской команде и в третьей испанской лиге, затем — тренер-аналитик во второй испанской лиге и в сборной Румынии, которую в 2017 году возглавил бывший игрок «Атлетико» Космин Контра. В конце 2017 года в Испании познакомился с игравшим там ранее Валерием Карпиным, который пригласил в 2018 году Альбу в тренерский штаб «Ростова». С 2021 года также стал работать с Карпиным и в сборной России.
В конце февраля 2025 года после отставки Карпина возглавил «Ростов».

### Семья
По состоянию на февраль 2025 года — жена Ирэнэ, ранее работала в банке. Дочери Ноа и Вега.